# 高浜神社 (吹田市)
高浜神社（たかはまじんじゃ）は、大阪府吹田市高浜町にある神社。旧社格は村社。

## 祭神
主祭神
- 素盞嗚大神
- 天照皇大神
- 春日大神
- 住吉大神
- 白山大神
- 吹田祖神二座（火明命、天香山命）

## 歴史

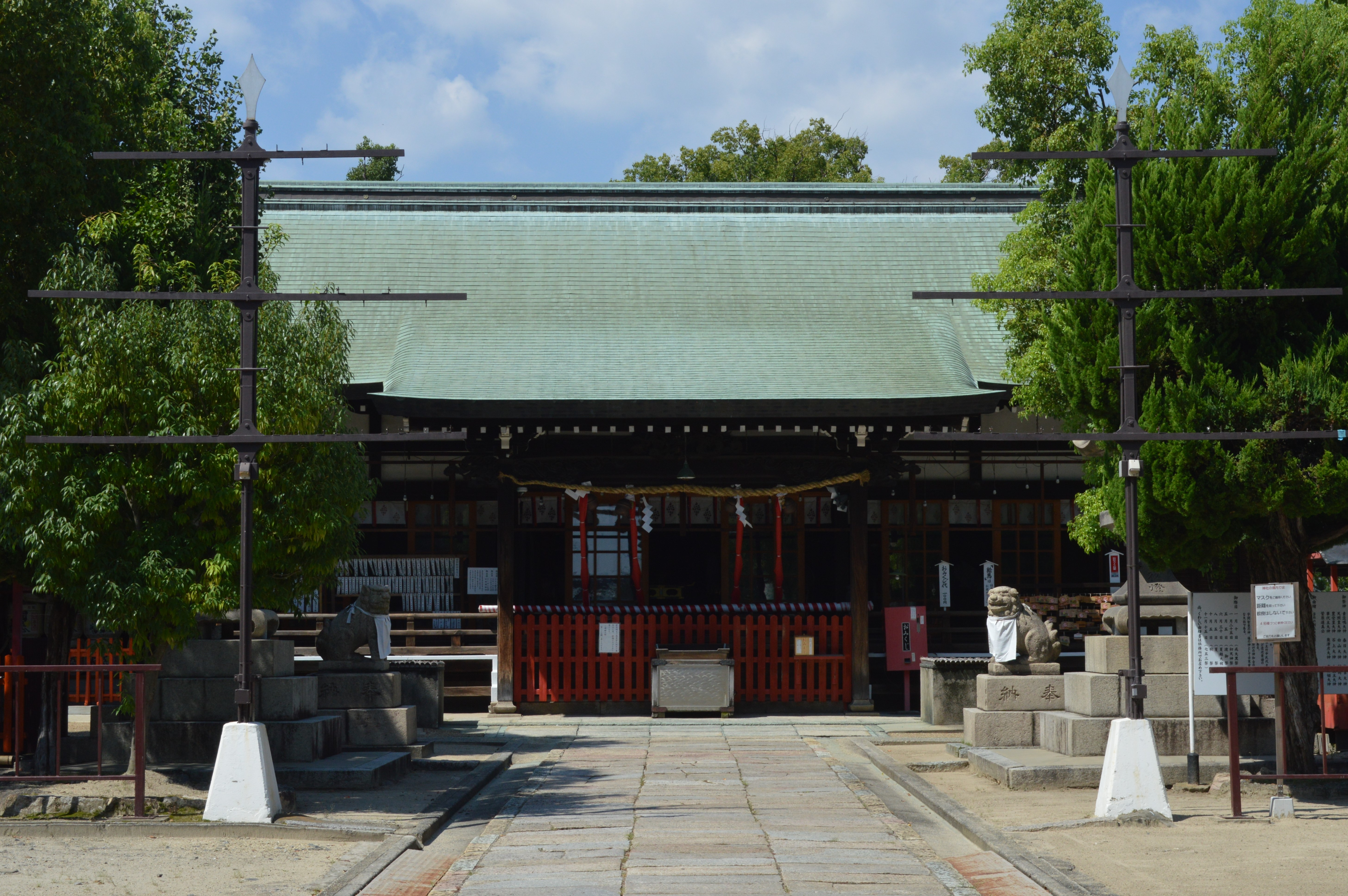
境内と拝殿

大和朝廷の時代5世紀前後のころ、河内国次田邑の豪族「次田連（スキタムラジ）・【新選姓氏録】には吹田連」一族が淀川を渡り、次田村を興した。これが「吹田」の始まりである。当社はその次田連一族の氏神神社で、祖神の火明命（天照国照彦天火明串玉饒速日尊）とその息子の天香具山命（高倉下命）の二柱を祀ったのが起こりである。社名の高浜とは吹田の別名である。
古代の行政区画で吹田の殆どは三島郡に属する。大宝元年（701年）の大宝律令で三島郡が島上郡と島下郡に分割されて以降は、島下郡に属した。吹田の北隣で同じ島下群に属する福井村には新屋坐天照御魂神社が鎮座する。高浜神社より古く4世紀後半に崇神天皇、景行天皇の勅命により奉斎、創建された。主神は天照国照彦天火明串玉饒速日尊、この神は高浜神社創建当時の主神と同じであることから饒速日尊は古代における吹田地域を含む三島郡の地主神であったようである。
『摂津名所図会』に「吹田村に二座あり。牛頭天皇 春日明神を祭る。此所産土神とす。又、名就社ともいう」とある。
天平7年（735年）に行基が当社の西に石浦神宮寺を創立し、浜之堂（現、常光円満寺）と名づけると、当社はその鎮守社となり牛頭天王（素盞嗚大神）を勧請して、社名を浜之宮牛頭天王社とする。
また、清和天皇の貞観11年（869年）、播磨国広峰山の素盞嗚大神を山城国八坂郷の地（後の感神院）へ遷座させようと淀川を上ってくる途中で川が荒れ始めた。そのために近くの小島に神輿を駐めたところ、付近が疫病の難を免れたことにより里民が社殿を造営して素盞嗚大神を勧請して祀ったが、後に高浜神社に合祀された。
寛喜元年（1229年）から建長2年（1250年）にかけて付近には藤原氏の別邸がいくつか建築されたが、中でも高浜神社のすぐ前に太政大臣西園寺公経、西園寺実氏父子の吹田山荘「吹田殿」が建てられると、仁治元年（1240年）には神境春日神社も建立されて付近は隆盛を誇った。
建長3年（1251年）には後嵯峨上皇が吹田殿に行幸し、その際に当社にも詣でて「来て見れば千代もへぬべし高浜の松に群れいる鶴の毛衣」と詠んでいる。
康暦2年（1380年）、当社の西に牛頭山護国寺が建立され、当社はその鎮守社ともなる。
天正年間（1573年 - 1593年）に戦火に巻き込まれて社殿が焼失するが、元和3年（1617年）、吹田の領主である旗本竹中重定と郷士の橋本氏によって復興される。
延宝6年（1678年）には常光円満寺と護国寺が高浜神社は一体どっちの鎮守社なのかを巡って訴訟を起こしたが、元禄2年（1689年）にどっちの鎮守社でもなく吹田村の氏神であるとの寺社奉行の判決が出ている。
翌、元禄3年（1690年）、ろくんどやけ（六地蔵焼け）によって社殿が焼失するが、元禄6年（1693年）に現在の社殿が再建されている。
1872年（明治5年）、村社に列す。1907年（明治40年）には神饌幣帛料供進社に指定される。1908年（明治41年）、神境の村社である神境春日神社、白山神社、大明神社・南町の菖蒲神社を合祀する。

## 境内
- 本殿 - 元禄6年（1693年）再建。
- 幣殿 - 元禄6年（1693年）再建。
- 拝殿 - 元禄6年（1693年）再建。

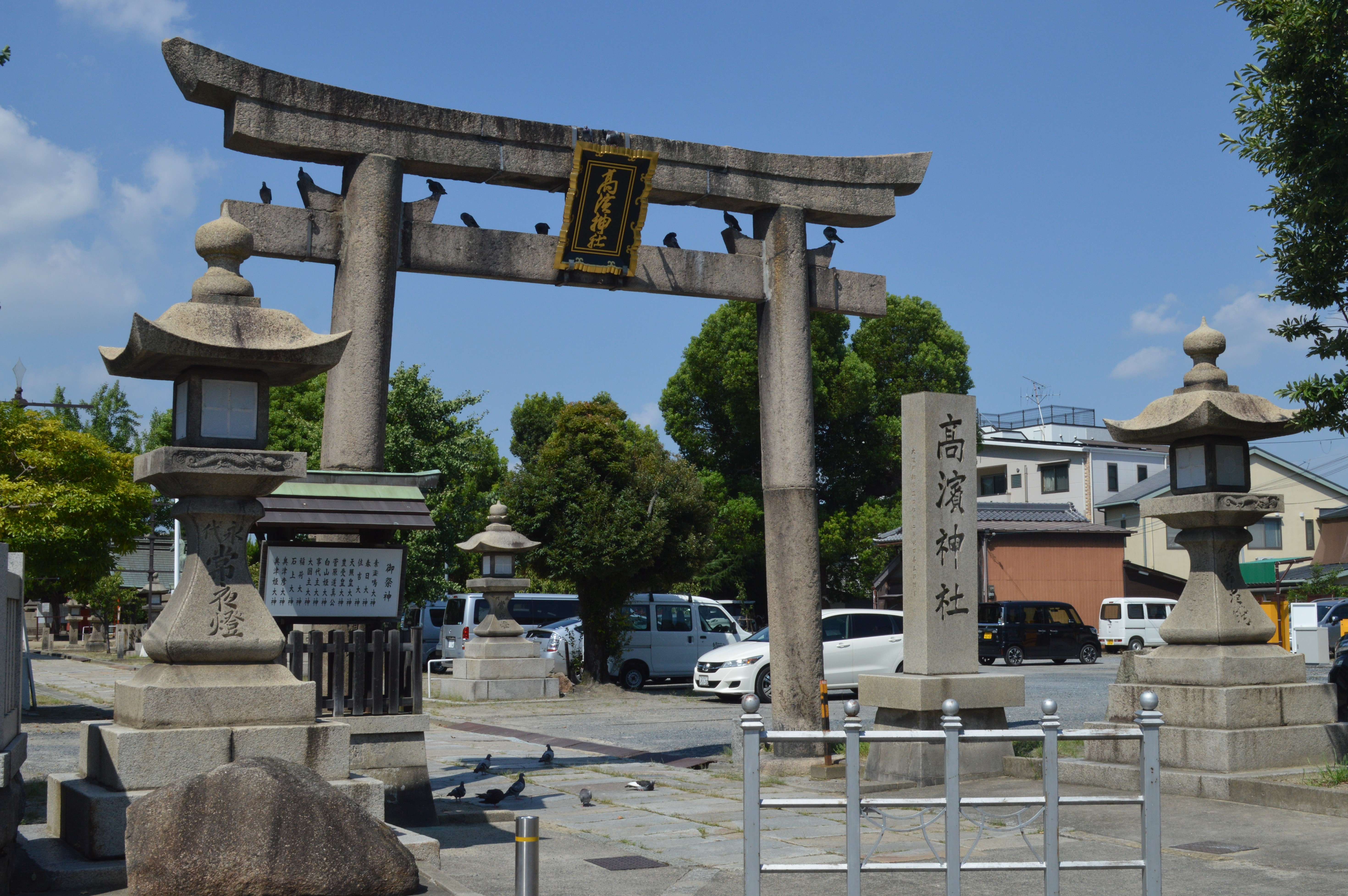
鳥居

- 福神社（高浜えびす神社） - 祭神：事代主大神、大国主大神
- 奥津比古神社 - 祭神：奥津彦大神
- 奥津比賣神社 - 祭神：奥津姫大神
- 天満天神 - 祭神：菅原道真公
- 豊受大神 - 祭神：豊受皇大神
- 布留魂大神 - 祭神：石上大神
- 笹内大明神社 - 祭神：稲荷大神
- 御神木鶴の松 - 祭神：和加久寿大明神
- 社務所

明治初期まで神崎川右岸に位置しており、白砂青松の地として知られた高浜の森の中心にあった。神崎川は水害対策のため付け替え工事が行われ新河道が開削されたが、高浜神社境内にある「鶴の松」は高浜の森があった頃の名残の株とされている。

## 交通アクセス
- JR京都線吹田駅から徒歩8分
- 阪急京都線相川駅から徒歩8分